# Sophie Hutter
Sophie Hutter (* 1990 in Solothurn) ist eine Schweizer Schauspielerin.

## Leben
Sophie Hutter wuchs in Solothurn auf. Der Künstler Schang Hutter ist ihr Grossvater. Nach eigenen Angaben inspirierte sie die Verfilmung von Michael Endes Die unendliche Geschichte als Kind dazu, Schauspielerin werden zu wollen. Nach ersten Bühnenerfahrungen als Schülerin bei Produktionen des Jugendclubs am Theater Biel/Solothurn studierte Hutter von 2009 bis 2014 Schauspiel an der Zürcher Hochschule der Künste (ZhdK).
Bereits als Studentin stand sie im Schauspielhaus Zürich, Theater Neumarkt und im Wiener Schauspielhaus auf der Bühne. 2014 wurde sie mit dem Kulturförderpreis der Stadt Solothurn ausgezeichnet. Von 2014 bis 2018 war sie Ensemblemitglied am Theaterhaus Jena. Theaterproduktionen in Weimar, Dessau und Berlin folgten.
Neben ihrem Theaterschaffen ist Hutter auch als Schauspielerin in Filmproduktionen zu sehen: So spielt sie beispielsweise seit Sommer 2020 eine der Hauptrollen in der preisgekrönten SRF-Serie Neumatt, die seit Sommer 2022 auch via Netflix verfügbar ist. In Frauke Finsterwalders Kinofilm Sisi & Ich, der 2023 in die Kinos kam, spielt Hutter neben Sandra Hüller und Susanne Wolff.
Sophie Hutter lebt (Stand Sommer 2022) in Berlin und Zürich.

## Filmografie (Auswahl)
- 2011: Warriors (Kurzfilm)
- 2014: Am Hang
- 2015: Wintergast
- 2020: Käthe und ich: Zurück ins Leben
- 2020: Neumatt (Fernsehserie, Staffel 1)
- 2021: Am Ende des Ganges ist die Tür
- 2022: Neumatt (Fernsehserie, Staffel 2)
- 2023: Sisi & Ich
- 2023: Wann wird es endlich wieder so, wie es nie war
- 2023: Letzte Spur Berlin (Fernsehserie, Folge 12x08)
- 2023: Neumatt (Fernsehserie, Staffel 3)